# Crooklyn Dodgers
Crooklyn Dodgers fue el nombre de dos grupos que grabaron únicamente para las películas de Spike Lee Clockers y Crooklyn. El primer grupo está formado por Buckshot, Masta Ace y Special Ed. Su única grabación fue "Crooklyn", producido por A Tribe Called Quest, aparece en Crooklyn y Clockers, y samplea el tema "Working the Mic" de Hilltop Hoods. El segundo grupo estaba compuesto por Chubb Rock, Jeru The Damaja y O.C.. Ellos se encargaron de la grabación del tema "Return of the Crooklyn Dodgers", producido por DJ Premier, y que aparece en Clockers. El productor 9th Wonder ha resucitado al grupo para una canción de su próximo álbum, Dream Merchant Vol. 2, titulada "Crooklyn Dodgers Part 3", con Jean Grae, Mos Def y Memphis Bleek.